# Mădălin Mînzală
Mădălin Mînzală (ur. 3 lutego 1993) – rumuński zapaśnik walczący w stylu wolnym. Zajął dziesiąte miejsce na mistrzostwach Europy w 2018. Brązowy medalista igrzysk frankofońskich w 2017. Piętnasty w indywidualnym Pucharze Świata w 2020 roku.